# Iseilema convexum
Iseilema convexum är en gräsart som beskrevs av Charles Edward Hubbard. Iseilema convexum ingår i släktet Iseilema och familjen gräs. Inga underarter finns listade i Catalogue of Life.